# Lodi Gyari
Lodi Gyari, voluit met titel Lodi Gyaltsen Gyari Rinpoche (Nyarong, Kham, 1949 – San Francisco, 29 oktober 2018), was een Tibetaans politiek leider. Hij was de speciaal gezant van de veertiende dalai lama, Tenzin Gyatso, in de Verenigde Staten en leider van de Tibetaanse delegatie tijdens de gesprekken over Tibet met de Chinese regering.
Gyari vluchtte in 1959 met zijn familie in ballingschap naar India.
Hij is onder meer te zien in de documentaire Tibet: 50 Years After the Fall uit 2009 van het regisseursduo Ritu Sarin en Tenzin Sönam.

## Loopbaan
In zijn streven naar onafhankelijkheid voor Tibet werd hij redacteur voor het weekblad Tibetan Freedom Press en zette hij het tijdschrift Tibetan Review op, het eerste tijdschrift door Tibetanen in ballingschap in het Engels. In 1970 is hij een van de oprichters van het Tibetaans Jeugdcongres, een organisatie met meer dan 10.000 leden, en was voorzitter van het congres in 1975.
Hij was lid van het Tibetaans parlement in ballingschap en later voorzitter en diende daarna hij als Deputy Cabinet Minister in de ballingschapsregering met als taakgebieden de Raad voor Religieuze Zaken en het Departement van Gezondheidszaken. In 1988 werd hij Senior Cabinet Minister voor het Departement van Informatie en Internationale Relaties, vergelijkbaar met minister voor buitenlandse zaken.
Hij was voorzitter van de Amerikaanse afdeling van en voorzitter van de International Campaign for Tibet en speciaal gezant voor de dalai lama in de VS. Hij was de leidende persoon in de onderhandelingen met de Chinese regering. Hij woonde in McLean (Virginia) met zijn vrouw en zes kinderen.

## Vreedzame weg
Lodi Gyari geeft aan een verandering waar te nemen in China, waarin er een groeiende interesse is voor de boeddhistische natuur. Hij baseert dit op het toenemende aantal Chinese jongeren die kloosters in Tibet bezoeken en gesprekken aangaan met de lama's. Zijn geloof in de vreedzame weg baseert hij ook op de ervaring van premier Zhao Ziyang die niet hard wilde ingrijpen tijdens het Tiananmen-protest in 1989, wat er toe leidde dat hij door de Communistische Partij werd weggezuiverd. Zhao Ziyang liet voor zijn overlijden via zijn zoon als laatste wens aan de dalai lama overbrengen, of deze voor hem wilde bidden in zijn laatste levensfase. Zijn familie stuurde na zijn overlijden nog een bericht waarin stond dat hij de naam van de dalai lama als laatste op zijn lippen had gehad. Voor Lodi Gyari is dit het bewijs dat zelfs de hoogste leider van de Chinese Communistische Partij van mening kan veranderen en dat de vreedzame weg naar vrijheid voor Tibet juist is.